# ارجاسپ
اَرجاسپیا اَرجاسب یکی از شاهان توران است. در شاهنامه پادشاه خیون تبار توران است. تبارنامه‌های گوناگونی برای او آورده‌اند. طبری او را پسر شاوسپ، برادر افراسیاب نوشته‌است. در مجمل التواریخ او را نوهٔ افراسیاب دانسته‌اند؛ ولی بلعمی او را برادر افراسیاب آورده‌است.

## در شاهنامه
او در شهریار نامه در زمان پادشاهی لهراسب به ایران حمله میکند اما در شاهنامه پادشاهی او هم‌زمان با پادشاهی گشتاسپ و ظهور کیش زرتشت در ایران است. زرتشت دین خود را به گشتاسپ عرضه داشت و گشتاسپ او را پذیرفت، و ارجاسپ به این بهانه که گشتاسپ آیین کهن را رها کرده به ایران می‌تازد.
| شنیدم که راهی گرفتی تباه   |  | مرا روز روشن بکردی سیاه     |
| بیامد یکی پیر مهتر فریب    |  | ترا دل پر از بیم کرد و نهیب |
| تو او را پذیرفتی و دینش را |  | بیاراستی راه و آیینش را     |

در این یورش چندین نفر از خویشان گشتاسپ همچون پسرانش اردشیر و شیدسپ و برادرش زریر، کشته می‌شوند، ولی در پایان، اسفندیار پسر بزرگ گشتاسپ در هزیمت سپاه ارجاسپ از ایران کامیاب می‌شود. به روایت نوشته پهلوی یادگار زریران، ارجاسپ دستگیر و قطع عضو شده و سپس آزاد می‌شود؛ ولی در شاهنامه او از چنگ ایرانیان می‌گریزد. شکست ارجاسپ را گویند که در کوه مَد-فْرَیاد مابین پَدِشْخْوارگر و کومیش رخ داده‌است.
سال‌ها پس از ماجرای فوق، گشتاسپ با بدگویی گُرّزم به اسفندیار بدبین شده و او را در دژ گنبدان زندانی می‌کند و خودش هم از بلخ راهی سیستان می‌شود. ارجاسپ با شنیدن دربند بودن اسفندیار و نبودن گشتاسپ در بلخ بار دیگر به ایران می‌تازد و لهراسپ، پدر گشتاسپ را کشته و دختران گشتاسپ که به آفرید و همای نام داشتند اسیر و به رویین‌دژ می‌برد. گشتاسپ در پایان به پیشنهاد وزیر خود جاماسپ، اسفندیار را از بند رها می‌کند و اسفندیار با عبور از هفت‌خوان اسفندیار به رویین‌دژ رسیده ارجاسپ را می‌کشد و خواهران خود را از بند او می‌رهاند.
در اوستا مکرر از جنگ دینی ایرانیان و تورانیان یاد شده‌است. نام او در اوستا «اَرِجِت اَسپَه» آمده که به معنی «دارندهٔ اسب ارجمند» است.
| چو ارجاسپ آمد ز خلّخ به بلخ   |  | همه زندگانی شد از رنج تلخ   |
| چو ما را که پوشیده داریم روی |  | برهنه بیاورد ز ایوان به کوی |
| چو نوش‌آذر رزدهشتی بکشت       |  | گرفت آن زمان پادشاهی به مشت |

مرگ اسفندیار ضایعه‌ای جبران ناپذیر برای ایرانیان بود و همه باور داشتند که گشتاسپ خیره‌سر او را بخاطر حفظ تاج و تخت‌اش به کشتن داد. شاهنامه به نکتهٔ بسیار مهم تاریخی در باب آداب و رسوم ایرانیان باستان اشاره می‌نماید و می‌گوید سوگ و عزای اسفندیار هر سال نگاهداشته شد. پاسداشت عزا و ماتم برای اسطوره‌های دینی همچون اسفندیار در میان اقوام و قبایل ایرانی مرسوم بود. ابیات زیر این مسئله را در آن زمان حتی پیش از میلاد مسیح روشن می‌سازد؛ تابوت اسفندیار از زابل برگشته همه شهر و خاندان سلطنت بویژه مادر اسفندیار جنازه را مشاهده نموده رخ‌کنان، سر و سینه زنان آماده دفن جسد اسفندیار هستند و مادر اسفندیار مشیت الهی را پذیرفته:
| بپذیرفت مادر ز دین‌دار پند    |  | به داد خداوند کرد او پسند |
| از آن پس به سالی به هر برزنی |  | به ایران خروشی بُد و شیونی |
| ز تیز گز و بند دستان‌زال      |  | همی مویه کردند بسیار سال  |